# Zawołoka
Zawołoka (ukr. Заволока) – wieś na Ukrainie, w obwodzie czerniowieckim, w rejonie czerniowieckim, w hromadzie Kamjana. W 2001 liczyła 770 mieszkańców, spośród których 748 wskazało jako ojczysty język ukraiński, 8 rosyjski, 4 mołdawski, a 10 rumuński.